# Skeleton-Nordamerikacup 2018/19
Die Saison 2018/19 war die zwanzigste Saison vom Skeleton-Nordamerikacup, welcher von der IBSF organisiert und ausgetragen wird. Diese Rennserie gehört gemeinsam mit den Intercontinentalcup 2018/19 und den Europacup 2018/19 den Unterbau des Weltcups 2018/19. Die Ergebnisse der acht Saisonläufe an vier Wettkampforten flossen in das IBSF-Skeleton-Ranking 2018/19 ein.
Die US-Amerikanerin Kelly Curtis konnte den Gesamtsieg bei den Frauen aus der vorhergehenden Saison verteidigen und ist damit die erste Pilotin, welche dies gelang. Auf den zweiten Platz folgte Leslie Stratton, welche zu dieser Saison den US-amerikanischen Verband verließ und sich den schwedischen Verband anschloss. Zudem sorgte Leslie Stratton in Park City für einen historischen Moment, als sie als erste schwedische Skeletonfahrerin ein IBSF-Rennen gewinnen konnte. Den dritten Platz in der Gesamtwertung belegte die US-Amerikanerin Sara Roderick. Bei den Männern sicherte sich der US-Amerikaner Andrew Blaser den Gesamtsieg vor den Australier Nicholas Timmings und den Kanadier Blake Enzie.

## Frauen

### Veranstaltungen
| Datum             | Ort         | Siegerin          | Zweite            | Dritte           |
| ----------------- | ----------- | ----------------- | ----------------- | ---------------- |
| 7. November 2018  | Whistler    | Julija Kanakina   | Savannah Graybill | Lanette Prediger |
| 8. November 2018  | Whistler    | Kendall Wesenberg | Savannah Graybill | Lanette Prediger |
| 19. November 2018 | Park City   | Leslie Stratton   | Kelly Curtis      | Sara Roderick    |
| 20. November 2018 | Park City   | Kelly Curtis      | Leslie Stratton   | Michelle Toukan  |
| 30. November 2018 | Lake Placid | Sara Roderick     | Michelle Toukan   | Leslie Stratton  |
| 1. Dezember 2018  | Lake Placid | Sara Roderick     | Michelle Toukan   | Kelly Curtis     |
| 10. Januar 2019   | Calgary     | Ashleigh Pittaway | Kelly Curtis      | Madison Charney  |
| 11. Januar 2019   | Calgary     | Kelly Curtis      | Madison Charney   | Lanette Prediger |

### Gesamtwertung
| Rang | Pilotin               | Pilotin            | Whistler         | Whistler         | Park City         | Park City         | Lake Placid       | Lake Placid      | Calgary         | Calgary         | Punkte |
| Rang | Name                  | Land               | 7. November 2018 | 8. November 2018 | 19. November 2018 | 20. November 2018 | 30. November 2018 | 1. Dezember 2018 | 10. Januar 2019 | 11. Januar 2019 | Punkte |
| ---- | --------------------- | ------------------ | ---------------- | ---------------- | ----------------- | ----------------- | ----------------- | ---------------- | --------------- | --------------- | ------ |
| 01   | Kelly Curtis          | Vereinigte Staaten | 08               | 09               | 02                | 01                | 06                | 03               | 02              | 01              | 445    |
| 02   | Leslie Stratton       | Schweden           | 09               | 07               | 01                | 02                | 03                | 04               | 011             | 12              | 375    |
| 03   | Sara Roderick         | Vereinigte Staaten | –                | –                | 03                | 05                | 01                | 01               | 07              | 10              | 320    |
| 04   | Michelle Toukan       | Vereinigte Staaten | –                | –                | 04                | 03                | 02                | 02               | 10              | 06              | 307    |
| 05   | Janelle Khan          | Kanada             | 17               | 13               | 07                | 07                | 07                | 08               | 16              | 16              | 234    |
| 06   | Nicole Rocha Silveira | Brasilien          | 18               | 15               | 08                | 09                | 08                | 07               | 15              | 17              | 222    |
| 07   | Lanette Prediger      | Kanada             | 03               | 03               | –                 | –                 | –                 | –                | 04              | 03              | 215    |
| 08   | Madison Charney       | Kanada             | 06               | 05               | –                 | –                 | –                 | –                | 03              | 02              | 205    |
| 09   | Jaclyn LaBerge        | Kanada             | 04               | 04               | –                 | –                 | –                 | –                | 05              | 08              | 181    |
| 10   | Audra Segree          | Jamaika            | 19               | 16               | 09                | 10                | 09                | 10               | –               | –               | 166    |

## Männer

### Veranstaltungen
| Datum             | Ort         | Sieger                  | Zweiter                 | Dritter           |
| ----------------- | ----------- | ----------------------- | ----------------------- | ----------------- |
| 7. November 2018  | Whistler    | Geng Wenqiang           | Wladyslaw Heraskewytsch | Greg West         |
| 8. November 2018  | Whistler    | Wladyslaw Heraskewytsch | Yan Wengang             | Austin Florian    |
| 19. November 2018 | Park City   | Austin Florian          | Nicholas Timmings       | Aaron Victorian   |
| 20. November 2018 | Park City   | Andrew Blaser           | Max Delance             | Nicholas Timmings |
| 30. November 2018 | Lake Placid | Andrew Blaser           | Nicholas Timmings       | Max Delance       |
| 1. Dezember 2018  | Lake Placid | Andrew Blaser           | Blake Enzie             | Nicholas Timmings |
| 10. Januar 2019   | Calgary     | Craig Thompson          | Kim Ji-soo              | Mark Lynch        |
| 11. Januar 2019   | Calgary     | Kim Ji-soo              | Yin Zheng               | Craig Thompson    |

### Gesamtwertung
| Rang | Pilotin           | Pilotin            | Whistler         | Whistler         | Park City         | Park City         | Lake Placid       | Lake Placid      | Calgary         | Calgary         | Punkte |
| Rang | Name              | Land               | 7. November 2018 | 8. November 2018 | 19. November 2018 | 20. November 2018 | 30. November 2018 | 1. Dezember 2018 | 10. Januar 2019 | 11. Januar 2019 | Punkte |
| ---- | ----------------- | ------------------ | ---------------- | ---------------- | ----------------- | ----------------- | ----------------- | ---------------- | --------------- | --------------- | ------ |
| 01   | Andrew Blaser     | Vereinigte Staaten | 12               | 10               | 01                | 01                | 01                | 01               | 04              | 04              | 460    |
| 02   | Nicholas Timmings | Australien         | 13               | 11               | 02                | 03                | 02                | 03               | –               | –               | 296    |
| 03   | Blake Enzie       | Kanada             | –                | –                | 07                | 07                | 04                | 02               | 07              | 08              | 265    |
| 04   | Max Delance       | Vereinigte Staaten | –                | –                | 04                | 02                | 03                | 07               | 16              | 17              | 246    |
| 05   | Aaron Victorian   | Kanada             | 19               | 16               | 03                | 04                | 05                | 04               | –               | –               | 234    |
| 06   | Joel Seligstein   | Israel             | 14               | 15               | 10                | 11                | 07                | 08               | 19              | 21              | 206    |
| 07   | Daniel Barefoot   | Vereinigte Staaten | –                | –                | 12                | 12                | 06                | 05               | 13              | 11              | 197    |
| 08   | Chris Strup       | Vereinigte Staaten | –                | –                | 06                | 09                | 12                | 06               | 17              | 14              | 184    |
| 09   | Brendan Doyle     | Irland             | 18               | 13               | 08                | 06                | –                 | –                | 12              | 15              | 168    |
| 10   | Mark Lynch        | Kanada             | 11               | 07               | –                 | –                 | –                 | –                | 03              | 06              | 163    |